# Acacia orthocarpa
Acacia orthocarpa é uma espécie de leguminosa do gênero Acacia, pertencente à família Fabaceae.